# Cheers, It's Christmas
| Đánh giá chuyên môn | Đánh giá chuyên môn |
| Nguồn đánh giá      | Nguồn đánh giá      |
| Nguồn               | Đánh giá            |
| ------------------- | ------------------- |
| AllMusic            | [ 1 ]               |
| Roughstock          | [ 2 ]               |

Cheers, It's Christmas là album Giáng Sinh đầu tiên và là album phòng thu thứ bảy của nghệ sĩ nhạc đồng quê người Mỹ Blake Shelton. Album phát hành vào ngày 2 tháng 10 năm 2012 thông qua Warner Bros. Nashville.

## Nội dung
Bao gồm trong album là một phiên bản mới của ca khúc "Home" của Michael Bublé như là một bản song ca với nghệ sĩ gốc và bổ sung phần lời bài hát mang không khí Giáng Sinh được viết bởi Bublé theo yêu cầu của Shelton. Một số người tham gia hợp tác trong album có thể kể đến như vợ của Shelton (vào thời điểm đó), Miranda Lambert; siêu nhóm nhạc Pistol Annies, trong đó Lambert, Ashley Monroe, và Angaleena Presley; mẹ của Shelton, Dorothy Shackleford; Trypta-Phunk, một dự án nhạc funk xây dựng bởi ban nhạc của Shelton; Kelly Clarkson; Reba McEntire; và Xenia, người dừng chân ở vị trí thứ 5 trong cuộc thi ca hát trên truyền hình mà Shelton nằm trong ban giám khảo, The Voice.

## Diễn biến thương mại
Trong tuần đầu phát hành, album bán được 9.000 bản tại Mỹ. Album được chứng nhận Bạch kim bởi RIAA vào ngày 9 tháng 11 năm 2012, và bán ra tổng cộng 428.000 bản trong năm 2012 tại Mỹ. Album quay trở lại bảng xếp hạng US Billboard 200 vào ngày 20 tháng 11 năm 2013 tại vị trí thứ 44 với doanh số đạt 8.000 bản trong tuần. Tính đến tháng 12 năm 2014, album đã đạt doanh số 598.000 bản tại Hoa Kỳ.

## Danh sách và thứ tự các bài hát
| STT | Nhan đề                                                      | Sáng tác                                           | Thời lượng |
| --- | ------------------------------------------------------------ | -------------------------------------------------- | ---------- |
| 1.  | "Jingle Bell Rock" (hợp tác với Miranda Lambert)             | Joe Beal, Jim Booth                                | 2:03       |
| 2.  | "White Christmas"                                            | Irving Berlin                                      | 3:37       |
| 3.  | "Oklahoma Christmas" (hợp tác với Reba McEntire)             | Rob Byus, Jenee Fleenor, Trent Willmon             | 3:28       |
| 4.  | "Let It Snow! Let It Snow! Let It Snow!"                     | Sammy Cahn, Jule Styne                             | 2:48       |
| 5.  | "There's a New Kid in Town" (hợp tác với Kelly Clarkson)     | Don Cook, Curly Putman, Keith Whitley              | 4:30       |
| 6.  | "Santa's Got a Choo Choo Train"                              | Tracy Broussard, Byus, Blake Shelton, Beau Tackett | 3:35       |
| 7.  | "Home" (hợp tác với Michael Bublé)                           | Michael Bublé, Alan Chang, Amy Foster-Gillies      | 3:46       |
| 8.  | "Winter Wonderland"                                          | Felix Bernard, Richard B. Smith                    | 2:15       |
| 9.  | "The Christmas Song"                                         | Mel Tormé, Robert Wells                            | 3:55       |
| 10. | "Blue Christmas" (hợp tác với Pistol Annies)                 | Billy Hayes, Jay W. Johnson                        | 2:06       |
| 11. | "I'll Be Home for Christmas"                                 | Walter Kent, Kim Gannon, Buck Ram                  | 3:24       |
| 12. | "Silver Bells" (hợp tác với Xenia)                           | Jay Livingston, Ray Evans                          | 3:10       |
| 13. | "Time for Me to Come Home" (hợp tác với Dorothy Shackleford) | Dorothy Shackleford, Shelton                       | 2:40       |
| 14. | "The Very Best Time of Year" (hợp tác với Trypta-Phunk)      | Broussard, Byus, Shelton, Tackett                  | 2:58       |

## Danh sách thực hiện
- Armen Anassian- violin
- David Baldwin- Ghi-ta điện
- Chuck Berghoffer- bass
- Charlie Bisharat- violin
- Jacqueline Brand- violin
- Tracy Broussard- Trống, âm thanh nhạc cụ
- Michael Bublé- hát trong "Home"
- Caroline Buckman- viola
- Rob Byus- bass
- Gene Cipriano- clarinet
- Kelly Clarkson- hát trong "There's A New Kid in Town"
- Giovanna Clayton- cello
- Paul Cohen- cello
- Perry Coleman- hát đệm
- Gina Coletti- viola
- Erika Duke-Kirkpatrick- cello
- Earle Dumler- oboe
- Nina Evtuhov- violin
- Chuck Findley- trumpet
- Paul Franklin- Ghi-ta pedal steel
- Eric Gorfain- violin
- Tamara Hatwan- violin
- Aubrey Haynie- vĩ cầm
- Amy Hershberger- violin
- Dan Higgins- sáo, alto saxophone
- Maia Jasper- violin
- Carolyn Dawn Johnson- hát đệm
- Charlie Judge- bộ gõ, piano, sắp xếp đàn dây, nhạc trưởng
- Miranda Lambert- hát trong "Jingle Bell Rock"
- Ana Landauer- violin
- Nick Lane- trombone
- Roger Lebow- cello
- Brent Mason- ghi-ta điện
- Bob Mater- trống, âm thanh nhạc cụ
- Darrin McCann- violin
- Reba McEntire- hát trong "Oklahoma Christmas"
- Serena McKinney- violin
- John Mitchell- Kèn giọng trầm
- Charlie Morillas- bass trombone
- Gordon Mote- bộ gõ, piano
- Craig Nelson- bass
- Cheryl Norman-Blake- violin
- Stephanie O'Keefe- nhà thấu
- Grace Oh- violin
- Danielle Ondarza- tiếng sừng
- Geoffrey Osika- bass
- Sid Page- violin
- Joel Pargman- violin
- Joel Peskin- baritone saxophone
- Ben Phillips- trống
- Radu Pieptu- violin
- Pistol Annies- hát trong "Blue Christmas"
- Anatoly Rosinsky- violin
- Eric Rynearson- viola
- Brian Scanlon- tenor saxophone
- Kim Scholes- cello
- Dorothy Shakleford- hát trong "Time for Me to Come Home"
- Blake Shelton- hát chính
- Dave Stone- bass
- Bryan Sutton- acoustic guitar
- Beau Tackett- ghi-ta điện
- Trypta-Phunk- hát trong "The Very Best Time of Year"
- Brad Warnaar- tiếng sừng
- Mike Whitson- viola
- Glenn Worf- bas dessus
- Xenia- hát trong "Silver Bells"

## Xếp hạng và chứng nhận
| Bảng xếp hạng (2012)            | Vị trí cao nhất |
| ------------------------------- | --------------- |
| Canadian Albums Chart           | 19              |
| US Billboard 200                | 8               |
| US Billboard Top Country Albums | 2               |
| US Billboard Top Holiday Albums | 1               |
| Bảng xếp hạng (2014)            | Vị trí cao nhất |
| Album Hoa Kỳ Billboard 200      | 61              |

| Bảng xếp hạng (2012)              | Vị trí |
| --------------------------------- | ------ |
| US Top Country Albums (Billboard) | 61     |

| Bảng xếp hạng (2013)              | Vị trí |
| --------------------------------- | ------ |
| US Billboard 200                  | 68     |
| US Top Country Albums (Billboard) | 19     |

| Bảng xếp hạng (2014)              | Vị trí |
| --------------------------------- | ------ |
| US Top Catalog Albums (Billboard) | 27     |

| Quốc gia                                                                           | Chứng nhận | Số đơn vị/doanh số chứng nhận |
| ---------------------------------------------------------------------------------- | ---------- | ----------------------------- |
| Canada (Music Canada)                                                              | Vàng       | 40.000^                       |
| Hoa Kỳ (RIAA)                                                                      | Vàng       | 598.000                       |
| * Chứng nhận dựa theo doanh số tiêu thụ. ^ Chứng nhận dựa theo doanh số nhập hàng. |            |                               |